# Lewis Condict
Lewis Condict (* 3. März 1772 in Morristown, Province of New Jersey; † 26. Mai 1862 ebenda) war ein US-amerikanischer Politiker. Zwischen 1811 und 1817 sowie nochmals zwischen 1821 und 1833 vertrat er den Bundesstaat New Jersey im US-Repräsentantenhaus.

## Werdegang
Lewis Condict war ein Neffe von Silas Condict (1738–1801), der zwischen 1781 und 1783 als Delegierter am Kontinentalkongress teilnahm. Er besuchte die öffentlichen Schulen seiner Heimat. Nach einem anschließenden Medizinstudium an der University of Pennsylvania in Philadelphia und seiner Zulassung als Arzt begann er in Morristown in diesem Beruf zu arbeiten. In den Jahren 1801 bis 1803 war er als Sheriff Polizeichef im Morris County. 1804 gehörte Condict einer Kommission an, die die Grenze New Jerseys zum Bundesstaat New York neu festlegte. Politisch war er Mitglied der von Thomas Jefferson gegründeten Demokratisch-Republikanischen Partei. Von 1805 bis 1809 saß er als Abgeordneter in der New Jersey General Assembly, deren Speaker er seit 1807 als Nachfolger von James Cox war. Bei den Kongresswahlen des Jahres 1810 wurde Condict für den dritten Sitz von New Jersey in das US-Repräsentantenhaus in Washington, D.C. gewählt, wo er am 4. März 1811 die Nachfolge von William Helms antrat. Nach zwei Wiederwahlen konnte er bis zum 3. März 1817 drei Legislaturperioden im Kongress absolvieren. In diese Zeit fiel der Britisch-Amerikanische Krieg von 1812.
In den Jahren 1816 und 1819 war Condict Präsident der Medizinischen Gesellschaft von New Jersey. Bei den Wahlen des Jahres 1820 wurde er als Nachfolger von John Linn für den zweiten Sitz seines Staates erneut in den Kongress gewählt, wo er nach fünf Wiederwahlen bis zum 3. März 1833 sechs weitere Amtszeiten verbringen konnte. Dabei war er zunächst Anhänger des späteren Präsidenten Andrew Jackson. Im Jahr 1824 schloss er sich der Opposition zu Jackson an und wurde Anhänger von Präsident John Quincy Adams. Von 1825 bis 1827 war Condict Vorsitzender des Committee on Revisal and Unfinished Business sowie des Ausschusses zur Kontrolle der Ausgaben für öffentliche Liegenschaften. Nach dem Amtsantritt von Präsident Jackson am 4. März 1829 wurde innerhalb und außerhalb des Kongresses heftig über dessen Politik diskutiert. Dabei ging es um die umstrittene Durchsetzung des Indian Removal Act, den Konflikt mit dem Staat South Carolina, der in der Nullifikationskrise gipfelte, und die Bankenpolitik des Präsidenten.
Im Jahr 1832 verzichtete Lewis Condict auf eine weitere Kongresskandidatur. Zwischen 1827 und 1861 war er Kurator des Princeton Colleges. Seit den 1830er Jahren war er auch im Eisenbahngeschäft tätig. Er war Mitgründer und seit 1835 Präsident der Morris and Essex Railroad. Politisch wurde er Mitglied der 1835 gegründeten Whig Party. In den Jahren 1837 und 1838 war er nochmals Abgeordneter und Präsident im Staatsparlament von New Jersey. Bei den Präsidentschaftswahlen des Jahres 1840 war er Wahlmann seiner Partei, wobei er für den damals gewählten William Henry Harrison stimmte. Lewis Condict starb am 26. Mai 1862 in seiner Geburtsstadt Morristown.